# Spilogona argentifrons
Spilogona argentifrons este o specie de muște din genul Spilogona, familia Muscidae, descrisă de Malloch în anul 1931. Conform Catalogue of Life specia Spilogona argentifrons nu are subspecii cunoscute.